# Grote Markt (Groningen)
De Grote Markt, tot begin 19e eeuw (plm. 1820) doorgaans Breede Merckt genoemd, is het belangrijkste plein en het middelpunt van de Nederlandse stad Groningen.  
Het plein wordt gedomineerd door de Martinitoren en het Stadhuis. Een ander prominent gebouw is het Goudkantoor. Aan de oostzijde rijst Forum Groningen op achter de bebouwing. De markt is verder vooral bekend om zijn concentratie van horecagelegenheden, waaronder horecabedrijf Drie Gezusters ("de drie" in de volksmond), met een capaciteit van 3700 personen, naar eigen zeggen de grootste kroeg van Europa, waarvan ook Hotel De Doelen deel uitmaakt,  tevens de oudste nog in bedrijf zijnde horecagelegenheid van Groningen. De Grote Markt functioneert ook als marktplaats. Door de eeuwen heen is de Grote Markt het toneel voor alle feestelijke en plechtige gebeurtenissen in Groningen, waaronder de viering van de 28e augustus ter herdenking van Groningens Ontzet.
Het schilderij De Paardenkeuring van Otto Eerelman uit 1920 (in de hal van het stadhuis) toont de vooroorlogse markt in al zijn glorie. De Grote Markt kreeg als gevolg van de verwoestingen bij de Bevrijding van Groningen in 1945 in de wederopbouwperiode een sterk gewijzigd aanzien, waarbij de noord- en oostwand in modernistische stijl werden herbouwd en de rooilijn aan de oostzijde 17 meter naar achteren werd geschoven. In het eerste kwart van de 21e eeuw werd een grote herontwikkelingsoperatie in gang gezet om de noord- en oostwand een nieuw aanzien te geven. Daarbij is de oude rooilijn aan de oostzijde weer hersteld. Of en hoe de noordwand zal worden aangepakt is nog niet duidelijk.  Het marktplein zelf is (2024) opnieuw ingericht.

## Geschiedenis
Aangenomen wordt dat Groningen van origine een esdorp is. De huidige Grote Markt was oorspronkelijk, tot in de 9e of 10e eeuw, een Drentse brink, met boerderijen aan de rand. De boerderijen aan de noordzijde zijn waarschijnlijk zelfs op de brink gebouwd. De oudste bebouwing in Groningen (4e eeuw v.C.) bevond zich blijkens archeologisch onderzoek iets ten noorden van het plein, namelijk aan het Martinikerkhof, de Oude Boteringestraat en de Rode Weeshuisstraat. In de noordoostelijke hoek van het huidige marktplein bevindt zich een grafveldje met begravingen uit de 7e tot en met de 9e eeuw. Het grafveldje maakte deel uit van het veld rond de Martinikerk. Het oudste deel van het huidige marktplein dateert uit de 11e of 12e eeuw.  

### Bestrating en bebouwing
Rond 1200 is de Markt voor het eerst bestraat. In 2023 werd onder de Grote Markt bestrating aangetroffen van rond die tijd, al was dat mogelijk een restant van een voorganger van de Oude Ebbingestraat. Dat de markt toen al het middelpunt van de stad was, staat wel vast. Rond 800 werd de Sint Maartenskerk als eerste kerk van de stad aan de noordoostzijde van het huidige plein gebouwd. Mogelijk sinds 1255 en zeker sinds 1310 staat er een stenen raadhuis op de markt. In 1443 werd het raadhuis uitgebreid, maar in 1470 verrees een nieuw raad- en wijnhuis, dat tot 1617 ook als waag fungeerde en tussen 1625 en 1755 tevens als rechthuis. In 1775 werd het inmiddels bouwvallige raad- en wijnhuis afgebroken en vervangen door het huidige stadhuis (eerste steen 1793, gereed 1810, in 1873 uitgebreid met een westelijke vleugel). In 1661 werd een nieuw waaggebouw gebouwd, dat in 1874 echter weer werd afgebroken. In 1635 verrees het "Provintie Collecthuis" beter bekend als het Goudkantoor.
De huidige bestrating van het plein dateert uit 2024. In de bestrating is een windroos opgenomen, ter herinnering aan een soortgelijke windroos ten noorden van het oude stadhuis, zoals te zien op de bekende 17e-eeuwse kaarten van Haubois. Die windroos was het symbool van Groningen als Hanzestad. Een tweede windroos - naar een ontwerp van stadsarchitect Bouma - lag 1926-2023 midden op het marktplein. Centraal in de huidige windroos de tekst '5 mei 1995. 60 jaar Bevrijding. 1000 jaar in vrijheid verder 2995'. Onder de windroos bevindt zich op 2 meter diepte een tijdcapsule met daarin onder meer een microfilm met 60 krantenpagina's en een opsomming van dertig mensenrechten. Notarieel ligt vast dat de koker eerst op 5 mei 2995 om 12 uur 's middags mag worden opgegraven.  
In 2010 zijn de putdeksels voorzien van een afbeelding van de Martinitoren.
Aan de voet van de Martinitoren stond van 1509 tot 1945 de Hoofdwacht, gebouwd als rechthuis voor het toenmalige nedergericht (vergelijkbaar met het tegenwoordige Kantongerecht), maar vanaf 1647 mede in gebruik als militaire wacht. Ervoor lag het 'Officierspleintje', met tot in de Franse tijd als openbare strafwerktuigen een kaak en (voor gestrafte militairen) een houten paard (met scherpe rand op de rug, zoals nog te zien in vesting Bourtange). Ook openbare terechtstellingen vonden op de Grote Markt plaats: de laatste in 1838 (Okke Geerts Kluin).

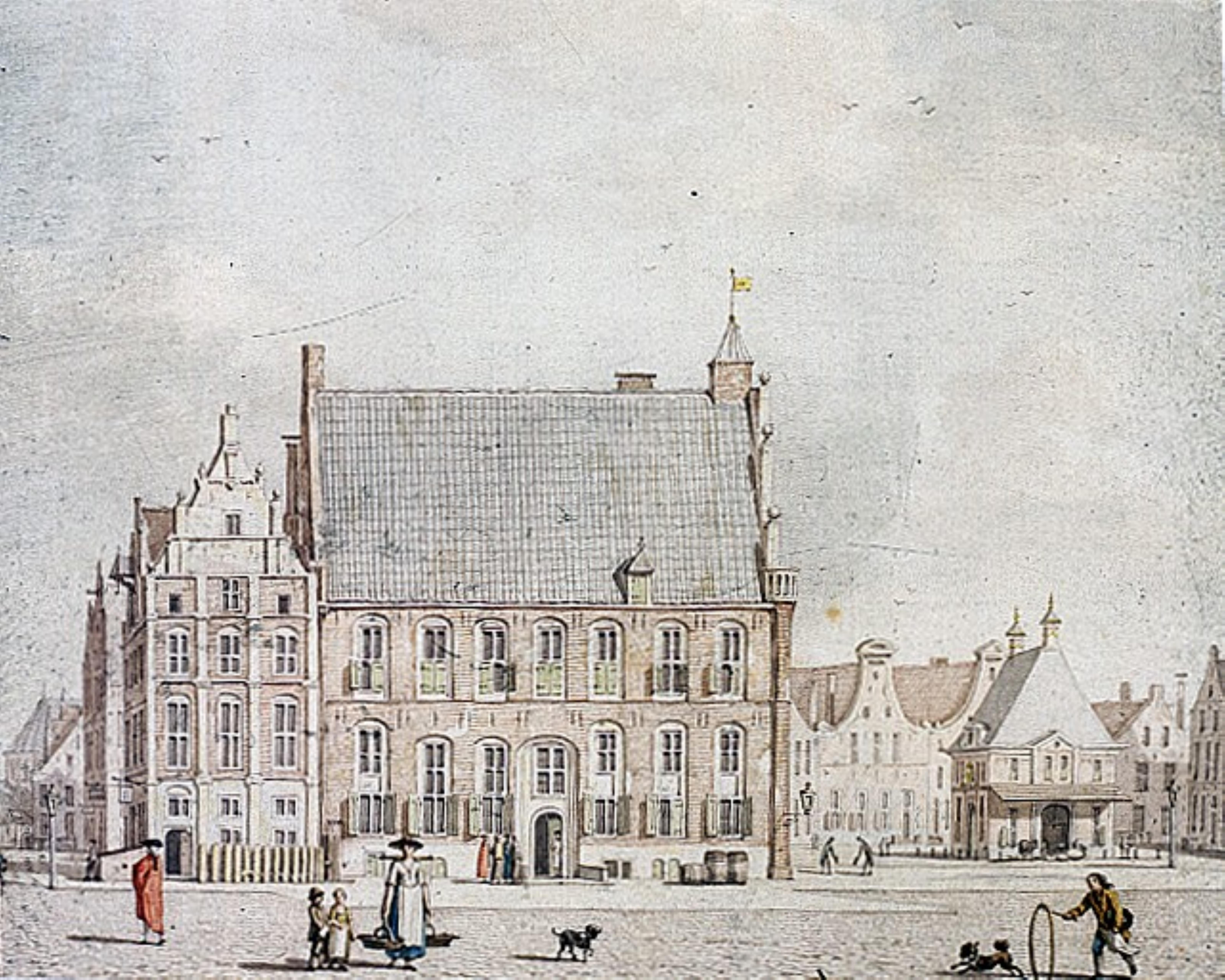
Gezicht over de Grote Markt van Groningen in 1784 met links het stadshuis en rechts het wijnhuis en het waaggebouw. Aquarel van Jan Bulthuis.
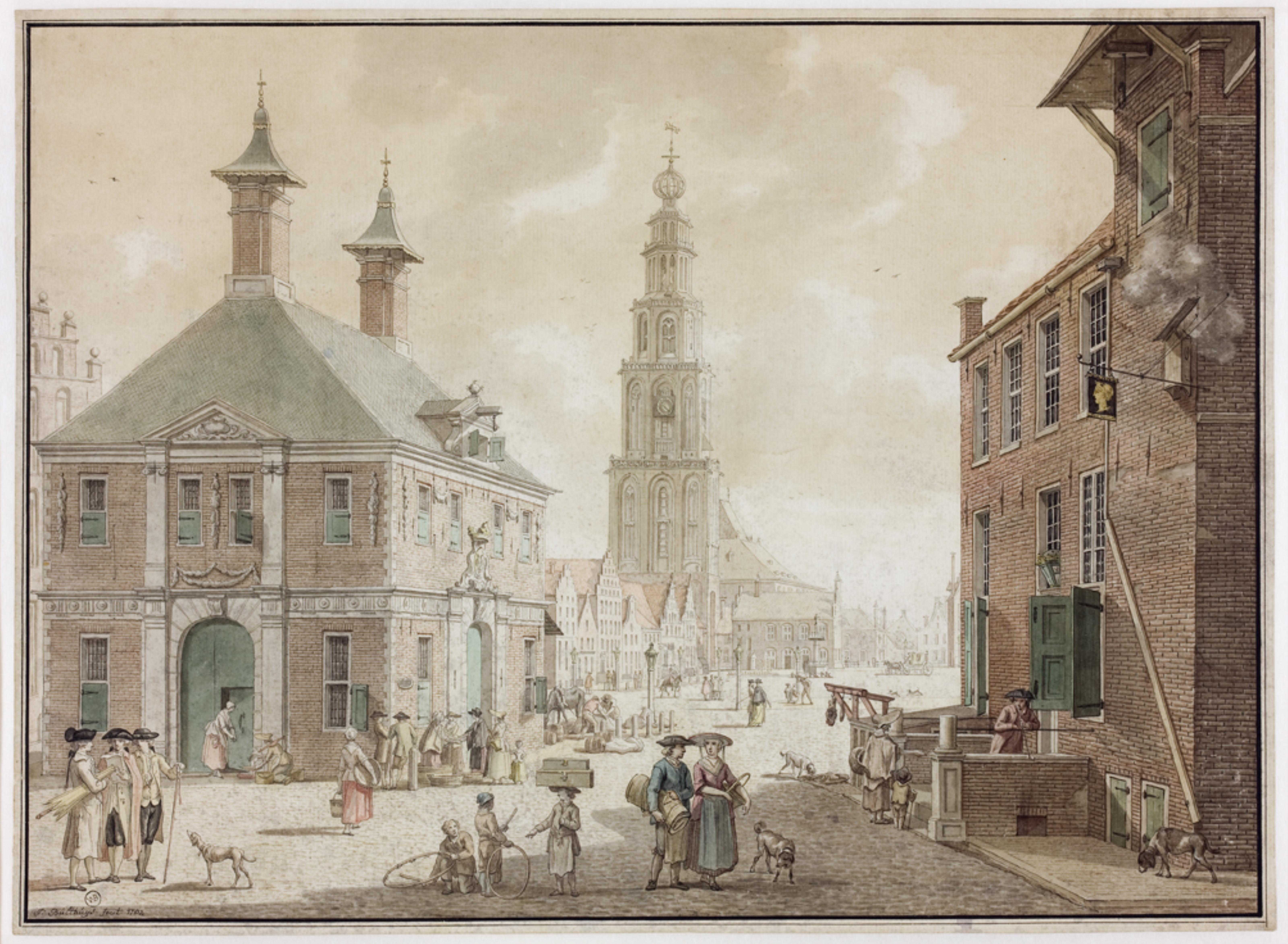
Grote Markt in 1782 met waag en herberg Het Gouden Hoofd. Aquarel van Jan Bulthuis.
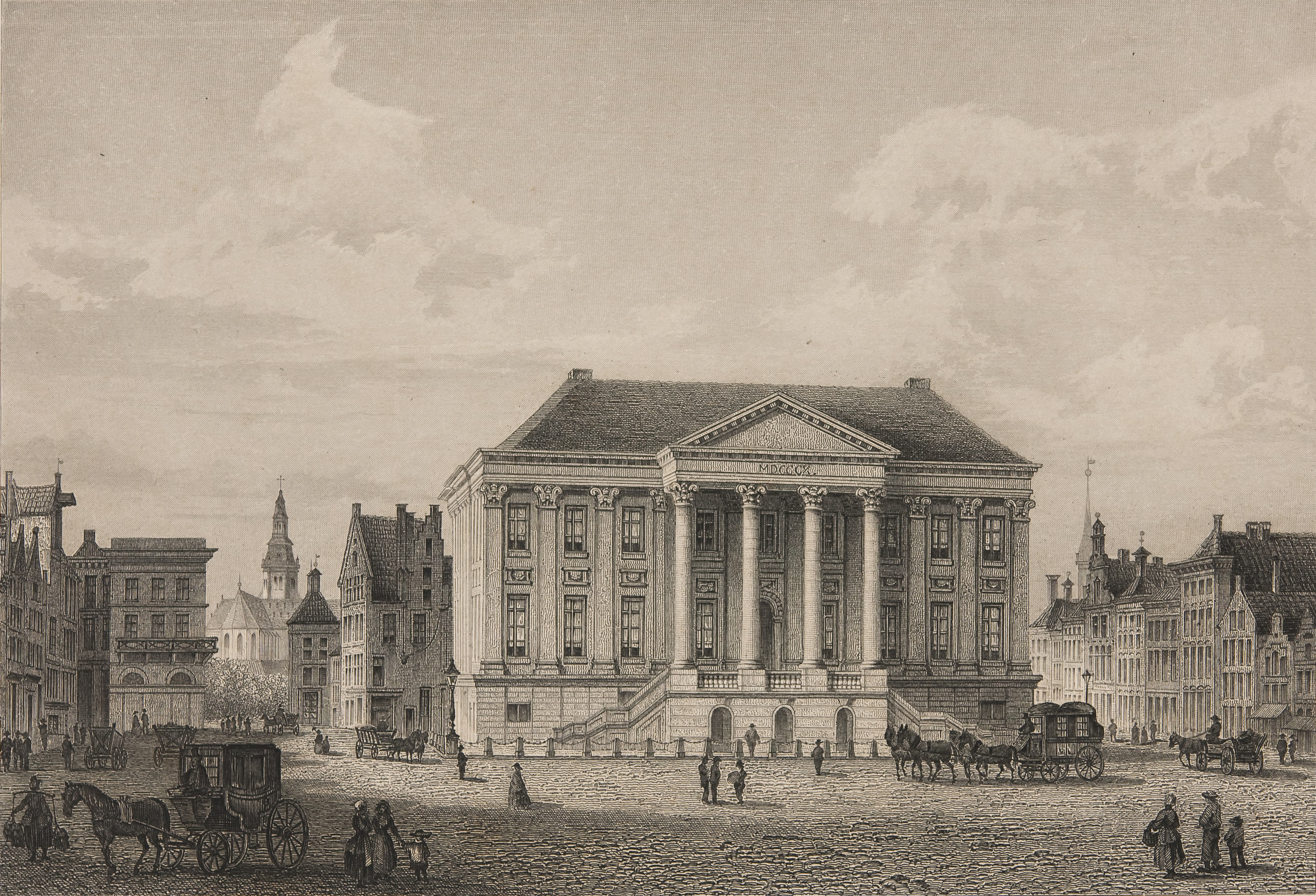
De Grote Markt met stadhuis in 1858. Tekening door Johann Poppel.
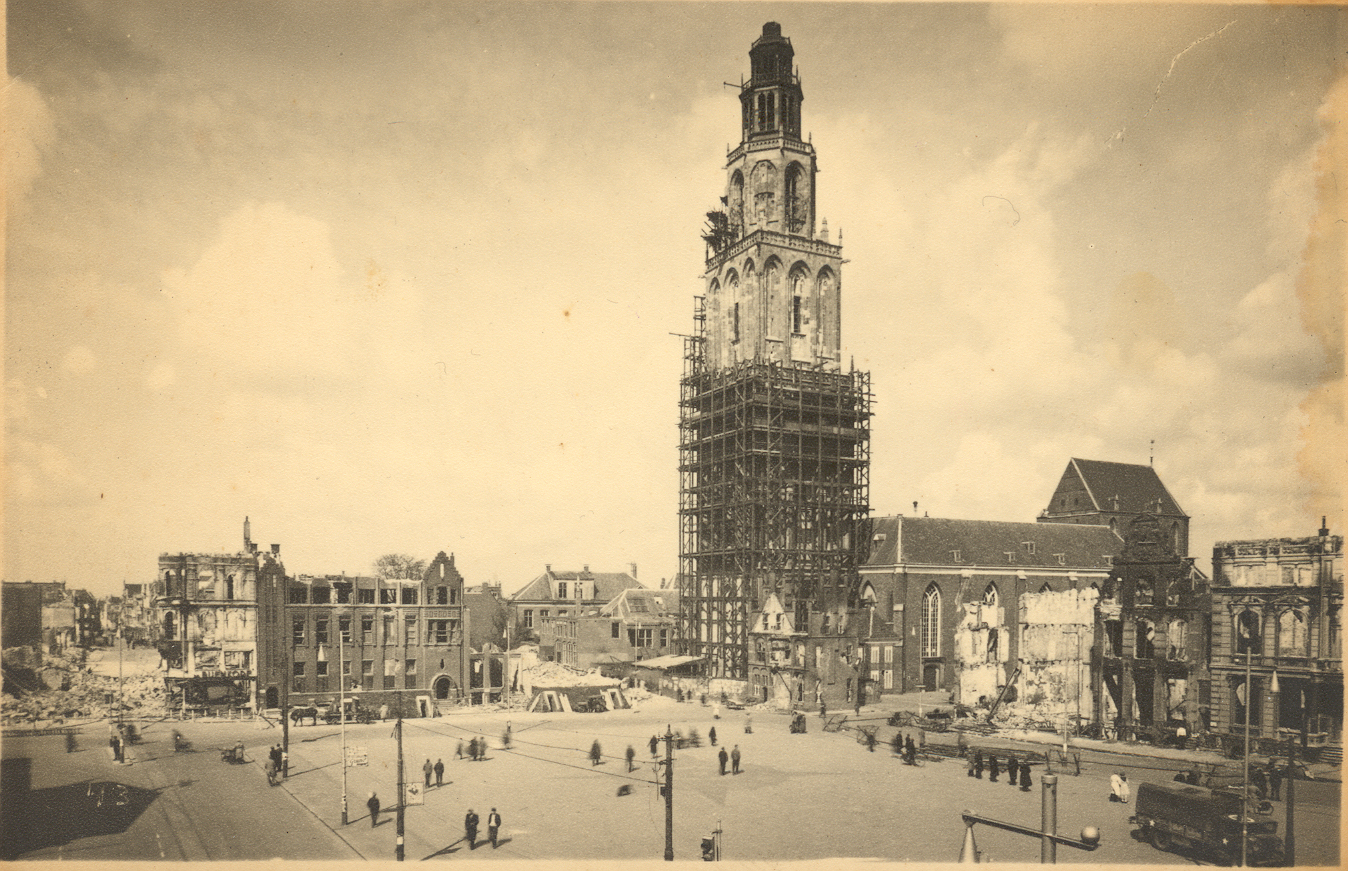
Verwoestingen aan noord- en oostzijde bij de bevrijding van 1945. Rechtsvoor de Martinitoren de ruïnes van de Hoofdwacht. Helemaal rechts de ruïnes van het Scholtenhuis.
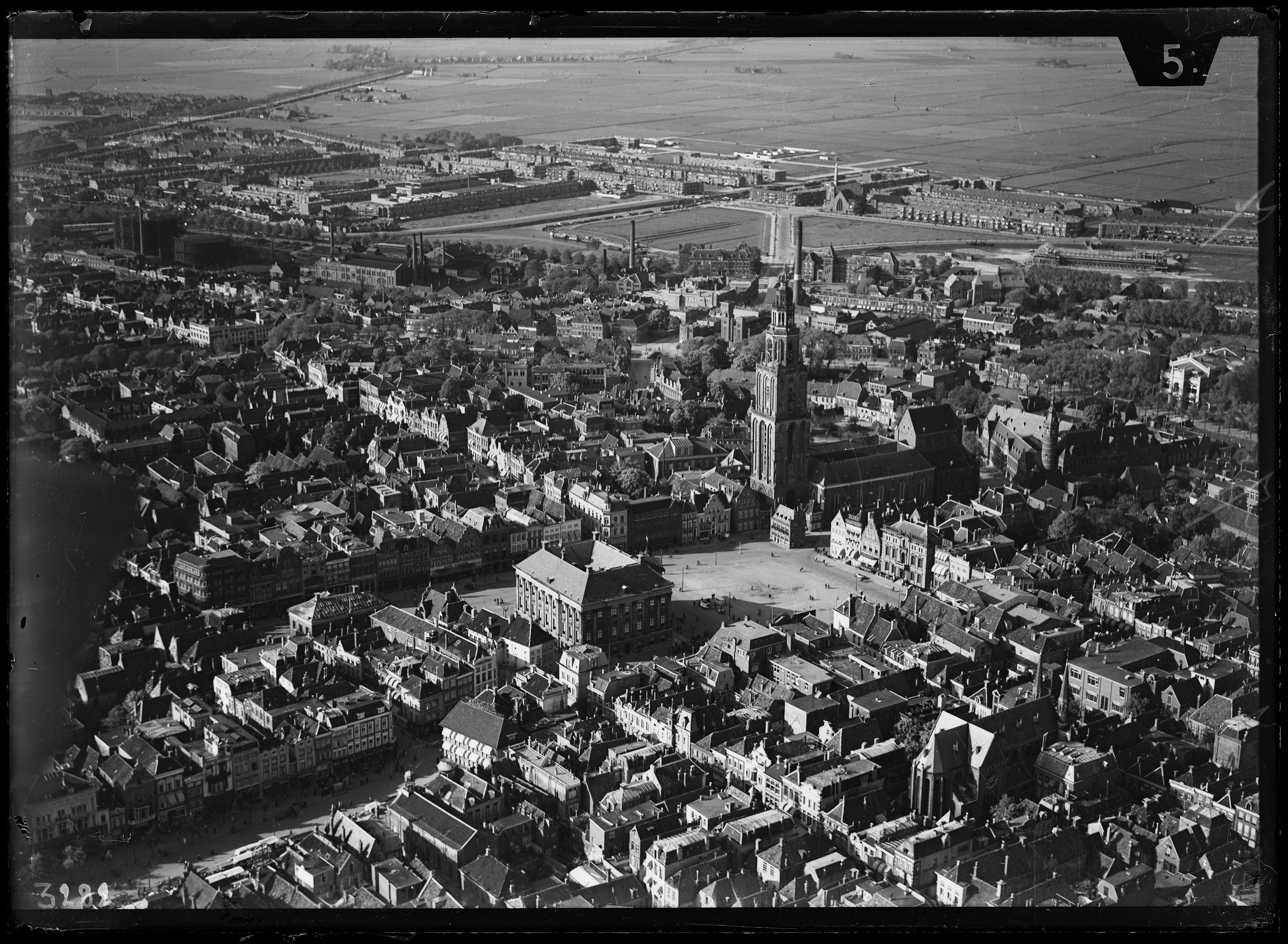
Luchtfoto van de Grote Markt en directe omgeving (1920-1940).

### Grote Markt als knooppunt
Vanouds komen de belangrijkste straten van de stad uit op de Grote Markt. Vanaf de Martinitoren, met de klok mee, zijn dat het Martinikerkhof, de Poelestraat, de Oosterstraat, de Gelkingestraat, de Herestraat, de Vismarkt (via Tussen Beide Markten), de Zwanestraat, de Oude Boteringestraat, de Oude Ebbingestraat en de Sint Walburgstraat (via de Kreupelstraat).
De op de Grote Markt uitkomende straten kenden, om veiligheidsredenen, slechts een nauwe doorgang naar het plein. Met name de Oude Ebbingestraat (waar slechts een enkele tram kon passeren) is bij de wederopbouw aanmerkelijk ruimer geworden. De Kreupelstraat was niet meer dan een brede gang naar de Jacobijnerstraat. Het Kwinkenplein bestond nog niet.
Nog tot na de Tweede Wereldoorlog is de Grote Markt beschouwd als een belangrijke verkeersrotonde. Pas na 19 september 1977, bij de invoering van het Verkeerscirculatieplan, is een autoluwe situatie ontstaan. Een plan aan het eind van de 20e eeuw om een parkeergarage onder het marktplein aan te leggen, werd ingetrokken na een referendum in 2001 (zie onder).
De Grote Markt was vanaf 1880 (eerste paardentram) tot 1992 het belangrijkste overstappunt voor het lokale openbaar vervoer. Tot 1926 aan de zuidzijde, daarna voornamelijk aan de noordzijde. Die functie is overgenomen door het centrale busstation bij het Hoofdstation. Een plan voor een tram over het plein uit het begin van de 21e eeuw werd in 2012 opgegeven. Vanaf 17 juli 2022 zijn ook alle bussen van de Grote Markt verdwenen.

### Wederopbouwperiode
Tijdens de Tweede Wereldoorlog werd het zogeheten Scholtenhuis (het woonhuis van de fabrikantenfamilie Scholten) aan de oostzijde van de markt ingericht tot regionaal hoofdkwartier van de Sicherheitsdienst. Op de Martinitoren werd een luisterpost voor geallieerde vliegtuigen ingericht.
Tijdens de bevrijding van Groningen (13-16 april 1945) werd de Grote Markt  door de Duitse bezetter fanatiek verdedigd. Daarbij werden de noord- en de oostzijde van het plein en de Waagstraat (het historische handelscentrum) vrijwel geheel verwoest door brand; deels door brandstichting door Duitse troepen, deels door beschietingen van de Canadezen. 
Als gevolg van deze verwoestingen ontstond wel de historische kans om het plein aan te passen aan de wensen van het toenmalige stadsbestuur. Direct na de bevrijding werd architect Granpré Molière gevraagd om een nieuw stedenbouwkundig plan te maken. Hij ontwierp een nieuw plein waarbij de bebouwing aan de noordzijde moest wijken en ook het gebied tussen de Oude Ebbingestraat, het Kwinkenplein en de Kreupelstraat bij het marktplein werd gevoegd. De Martinitoren zou hierdoor halverwege het nieuwe langwerpige plein komen te staan en de Hoofdwacht ervoor moest worden verplaatst. In de jaren erop werd echter een fel ideologisch debat gevoerd over een nieuwe invulling van dit gebied, waarbij ook de communistische partij (die bij de gemeenteraadsverkiezingen van 1946 15% van de stemmen haalde) een grote rol speelde en waarbij dit plan al snel weer sneuvelde.
Er werd vanwege bestaande eigendomsrechten vooral ingezet op detailhandel, maar er gingen ook stemmen op om de oostelijke wand 'nationale allure' te geven met de vestiging van een nieuw handelscentrum en een nieuw cultuurcentrum, waarvoor respectievelijk de als 'lelijk' beschouwde Korenbeurs en de Stadsschouwburg dan ook meteen konden worden gesloopt. De geplande uitbreiding van het plein aan de noordzijde ging van tafel. Wel werd de rooilijn aan de oostzijde 17 meter naar achteren opgeschoven om de Martinitoren zichtbaar te maken vanuit de Oosterstraat en om meer ruimte te genereren voor het toegenomen autoverkeer. Ook werd de toegang tot de Oude Ebbingestraat sterk verbreed. Aan de noord- en oostzijde verrezen uiteindelijk niet de door Granpré Molière geplande gebouwen in de stijl van de Delftse School, maar gebouwen in de stijl van de (modernistische) nieuwe zakelijkheid, met een "Oost-Europese uitstraling". Granpré Molière was het daarmee niet eens. Hij nam ontslag nog voor er begonnen werd met bouwen.
Een voorbeeld van de nieuwe zakelijkheid was de studentensociëteit Mutua Fides (Vegter, 1954). Achter en naast dit pand was ruimte gereserveerd voor een handels- en cultuurcentrum. Aan de oostzijde verdween na veel discussie in 1956 ook de oude (verwoeste) Hoofdwacht, die als een sta in de weg werd gezien voor het toegenomen autoverkeer over het plein. Achter het bestaande stadhuis werd in 1962 het Nieuwe Stadhuis (Vegter) gebouwd, dat middels een luchtbrug met het oude stadhuis werd verbonden. 
In de jaren 1960 werd een sterke groei voor de stad Groningen voorzien. De nadruk lag daarbij sterk op bereikbaarheid voor de auto. Een verkeersplan van Goudappel en Coffeng uit 1967 voorzag in een netwerk van tangenten om de binnenstad bereikbaarder te maken. Ook werd sterk ingezet op sanering (sloop).   
In 1972 werden deze plannen door een nieuwe generatie bestuurders onder leiding van wethouder Max van den Berg (PvdA) volledig van tafel geveegd. De bevolkingsgroei stagneerde, de toegenomen verkeersdruk en het wegtrekken van de bevolking uit de binnenstad werd als een knelpunt ervaren. De ideeën over stadsontwikkeling werd als gevolg hiervan sterk gewijzigd. Er werd nu ingezet op het versterken van een goed woon- een leefmilieu, waarbij de 'menselijke schaal', goedkope huisvesting, herbestemming en een levendig centrum voorop stonden. De rol van de auto werd in 1977 sterk ingeperkt met het verkeerscirculatieplan, waarmee onder meer doorgaand verkeer over de Grote Markt onmogelijk gemaakt werd. Het parkeren op de markt werd toen sterk beperkt en in de loop der tijd bijna helemaal verboden.  
Het handels- en cultuurcentrum werd uiteindelijk niet gerealiseerd, waarop de betreffende ruimte uiteindelijk in 1975 naar ontwerp van Frans Klein werd her ontwikkeld tot een parkeergarage en de Naberpassage. Deze winkelpassage was geen succes. 
Het door de bevolking als 'lelijk' ervaren Nieuwe Stadhuis werd in 1992 weer afgebroken en in 1996 vervangen door het Waagstraatcomplex van de Italiaanse architect Natalini, waarin ook het Goudkantoor werd ingepast. Dit complex vormt sindsdien de westwand van de Grote Markt.

### Herontwikkeling van de oostwand
Sinds 1995 werd gesproken over de algehele reconstructie van de oostelijke (en ook van de noordelijke) pleinwand. Dit zou in eerste aanleg gepaard hebben moeten gaan met de bouw van een warenhuis (Bijenkorf) en een parkeergarage onder het marktplein. De bevolking van Groningen verwierp deze plannen in 2001 echter met overgrote meerderheid in een referendum, vooral vanwege het - door tegenstanders op een poster vormgegeven - veronderstelde gevaar van de toegangsroute langs de Martinitoren ("Toor'n gait ja schaif stoan").
In 2005 vond een tweede referendum plaats, nu over een ingrijpende aanpak van de oostzijde van de markt. Een kleine meerderheid van de kiezers stemde voor, maar doordat de opkomst lager was dan 30% was het referendum ongeldig. Dat impliceerde echter wel dat de plannen konden worden doorgezet. Intussen waren er ook plannen om een RegioTram Groningen langs de oostwand van de Grote Markt te laten rijden. Dit plan werd echter vanwege onvoldoende politieke steun in 2012 ingetrokken.
In 2010 werd het definitieve besluit genomen om meer dan een halve eeuw na WO II alsnog een cultuurcentrum te bouwen aan oostzijde van de Grote Markt, waarbij ervoor op de oude vooroorlogse rooilijn een nieuwe oostwand werd gerealiseerd om het plein 'zijn grandeur terug te geven'. De bestaande bebouwing werd hiervoor gesloopt. Het gebouw Mutua Fides (van architectenbureau De Zwarte Hond) werd in 2014 als eerste vernieuwd op de nieuwe rooilijn. Aan de zuidzijde daarvan werden respectievelijk de complexen Westcord Market Hotel (Thomas Müller) en Merckt (Powerhouse Company) gepland. Tussen deze gebouwen is  een doorgang (de Naberstraat) gerealiseerd naar een nieuw plein: de Nieuwe Markt. Aan dit plein verrees als centrale blikvanger het nieuwe 45 meter hoge cultuurcentrum Forum Groningen (NL Architects), dat na enkele jaren vertraging als gevolg van de aardbevingsproblematiek in 2019 werd geopend.

## Herinrichting marktplein
In 2020 nam de gemeente Groningen zich voor om in een tijdsbestek van twee jaren nieuwe ruimtelijke plannen voor het marktplein zelf te ontwikkelen. Daarbij speelden vragen als: moet de ster (de windroos) gehandhaafd blijven; is het zinvol de Kreupelstraat weer te versmallen en een nieuw pand te bouwen aan de voet van de Martinitoren; moet een herinnering aan de vroegere Hoofdwacht (in het algemeen aan de historische rechtspraak ter plekke) worden aangebracht. Hoeveel terrassen verdraagt de Grote Markt. Is er ruimte voor groen en voor speelgelegenheden? Blijft de Grote Markt de ontmoetingsplaats bij uitstek voor de stadjers? Het in december 2021 door de gemeenteraad vastgestelde ontwerp bevatte  als belangrijkste uitgangspunt dat het Stadhuis weer op het marktplein komt te staan en niet meer aan het plein. Rondom het plein is een gemengde zone gerealiseerd met terrassen, kiosken, een bomengroep bestaande uit tien Honingbomen en veertien Valse Christusdoornen (in 2024 plm. 40 jaar oud), en een waterelement. De bomen worden in droge periodes voorzien van water uit ondergrondse kratten die zijn gevuld met regenwater, opgevangen uit omliggende gebouwen (w.o. het stadhuis), Het marktplein is op 1 juni 2024 opnieuw in gebruik genomen.

## Gebouwen aan de Grote Markt
- (1) Stadhuis. Aanvang bouw in 1793, pas geheel gereed in 1810 (door de 'ongunst der tijden'); met windvaan op voorgevel, in 1889 geschonken door fabrikant W.A.Scholten. Het destijds afgebroken stadhuis kende de voorgevel aan de noordzijde van de Grote Markt.
- (2) Het Goudkantoor (1635), oorspronkelijk belastingkantoor en (1814-1887) waarborgkantoor voor goud- en zilverwerken.
- (21) Groot Handelshuis: voormalig warenhuis Vroom en Dreesmann (1958-2016). Vanaf 2021 supermarkt Jumbo, daaronder (in de kelder) vanaf 2022 een fietsenstalling.
- (23) Aan de gevel een sculptuur van Sint Martinus (E. Reitsma, 1957).
- (27) Studentensociëteit Mutua Fides In 2014 is een nieuw sociëteitsgebouw gereed gekomen op de hoek met het Martinikerkhof. In het trottoir sinds 2014 een gedenktegel voor 'De Groote Sociëteit', ter plaatse gevestigd 1774-1940.
- (31) The Market Hotel. Het café draagt de naam Willem en Albert, naar de voornamen van W.A.Scholten, de bouwer van het voormalige Scholtenhuis.
- (33) Wijck.(2021).
- (35) Grand Theatre (G. Saville, 1929), tot 1977 bioscoop, daarna verbouwd. Oorspronkelijk twee panden. Oprichtingslocatie van de loge L'Union Provinciale (1772) en Vindicat Atque Polit (1815).
- (36) Hotel De Doelen (1798).
- (39) Drie Gezusters, oorspronkelijk een steenhuis van de Gelkingen met muurgedeelten uit de 12e eeuw.
- (41) Voormalige bioscoop Cinema Palace (P.M.A. Huurman, 1909), in 1984 gesloten.
- (45) Coendershuis, het eerste flatgebouw in Groningen (1928).

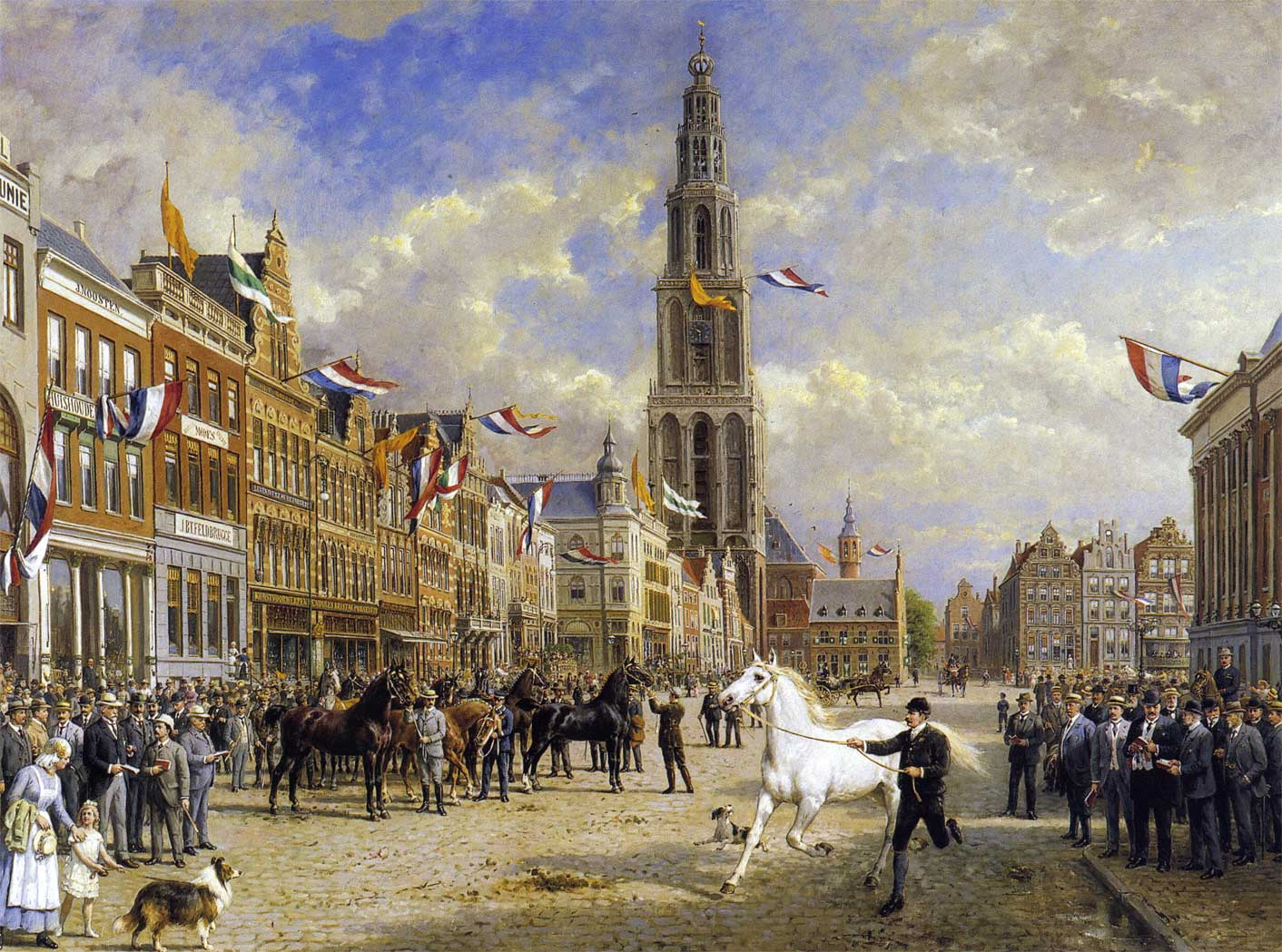
Het schilderij 'De Paardenkeuring' van Otto Eerelman
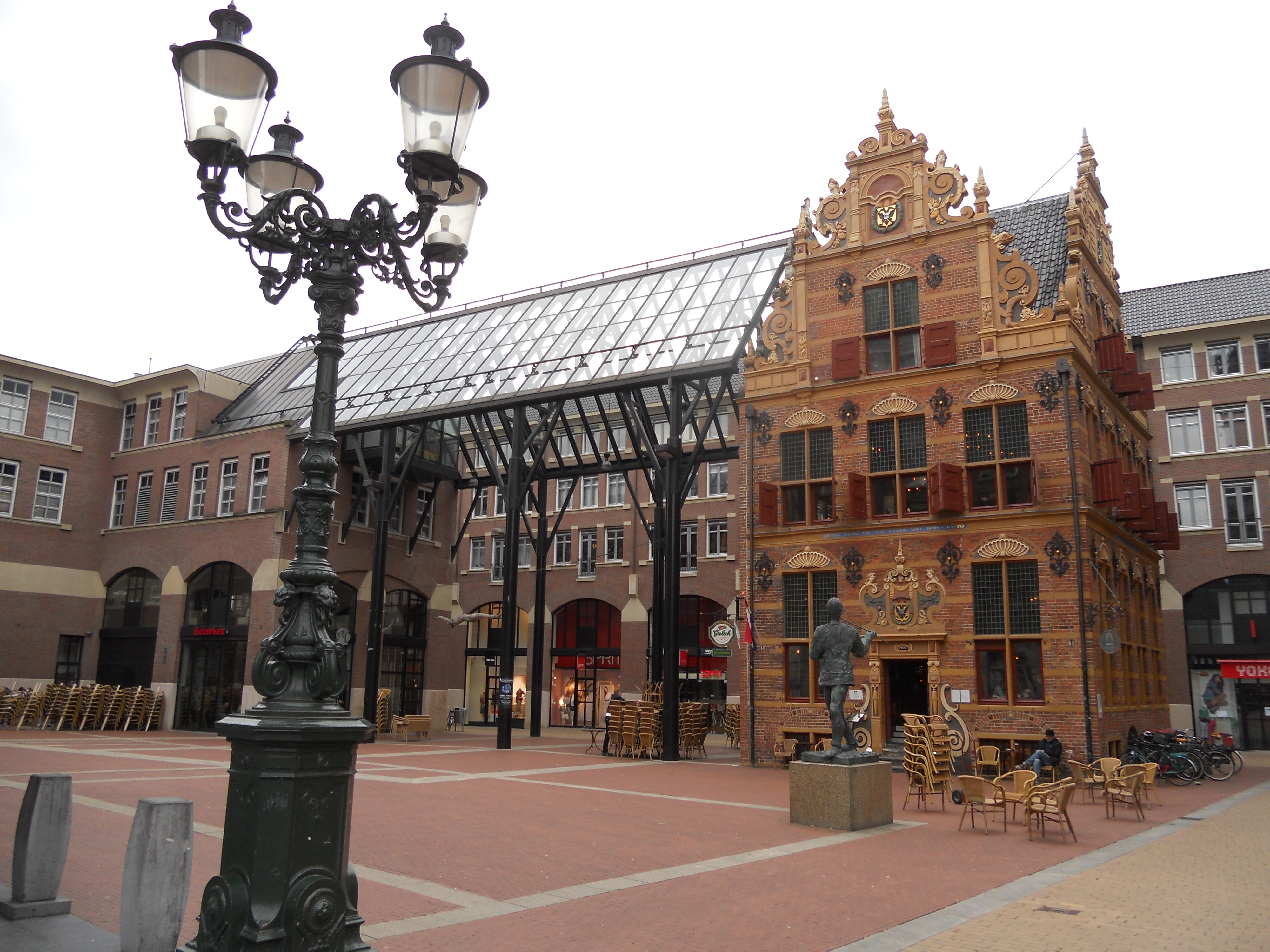
Het Goudkantoor gezien vanaf de Grote Markt (2012)
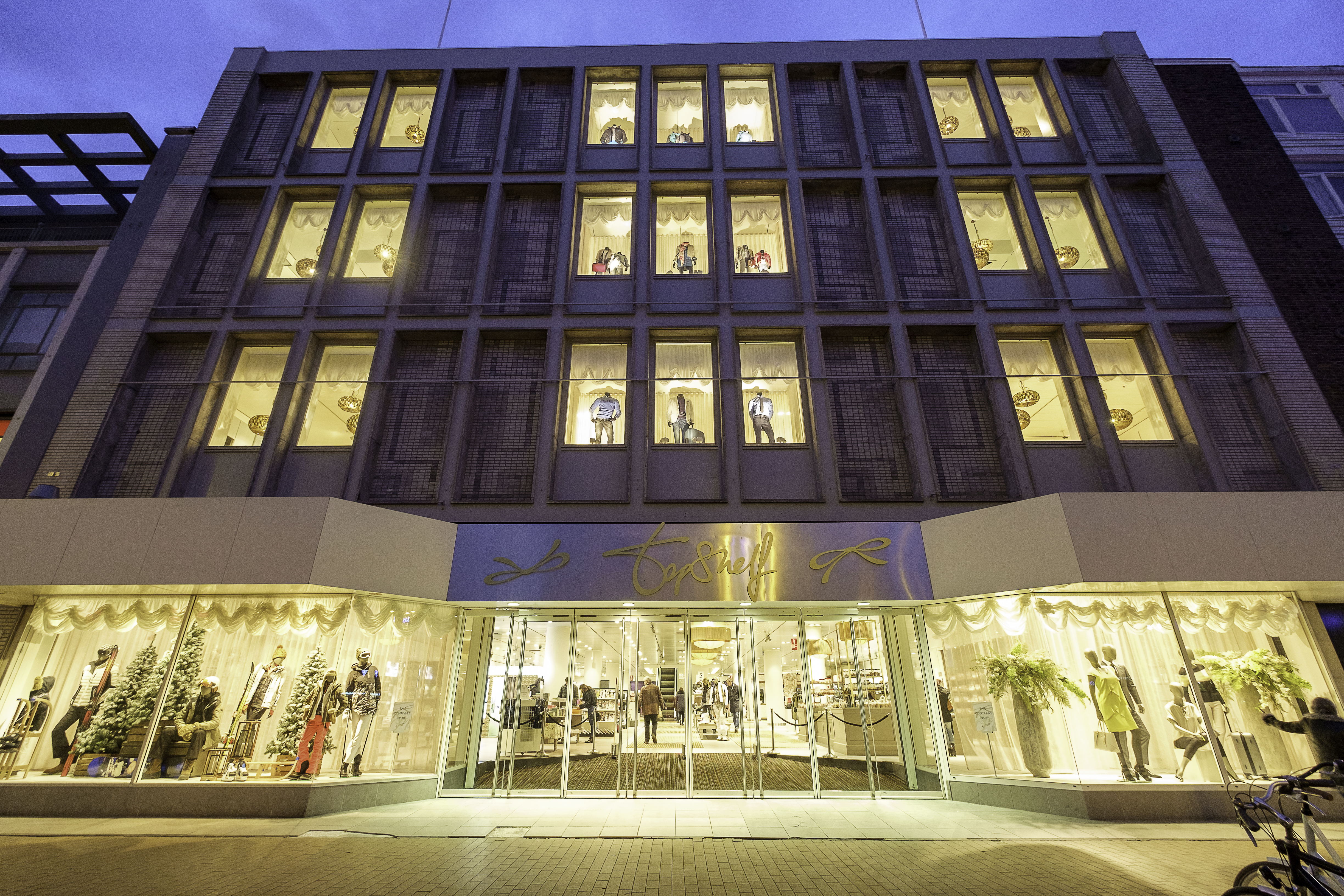
V&D-gebouw.
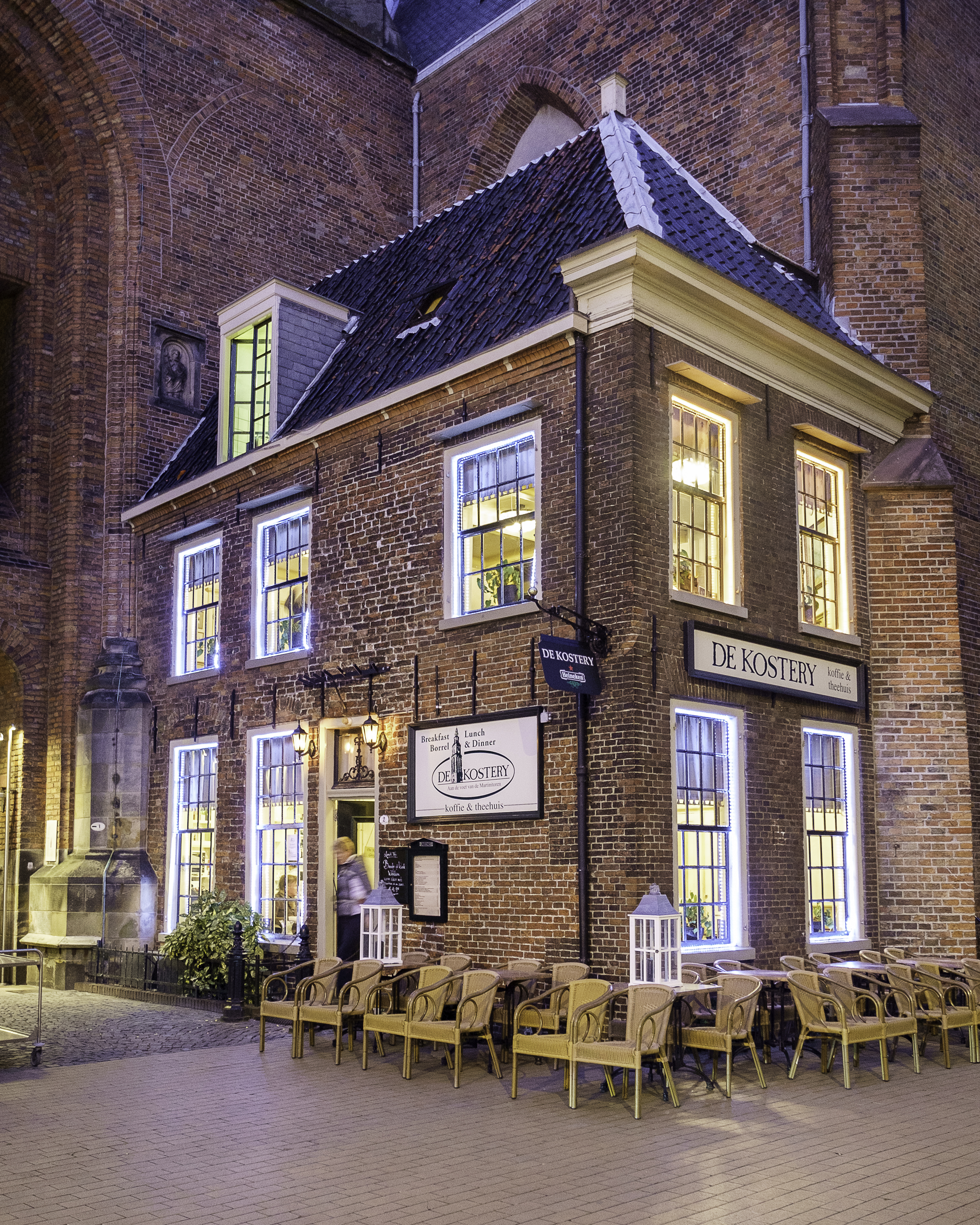
Kosterij bij avond
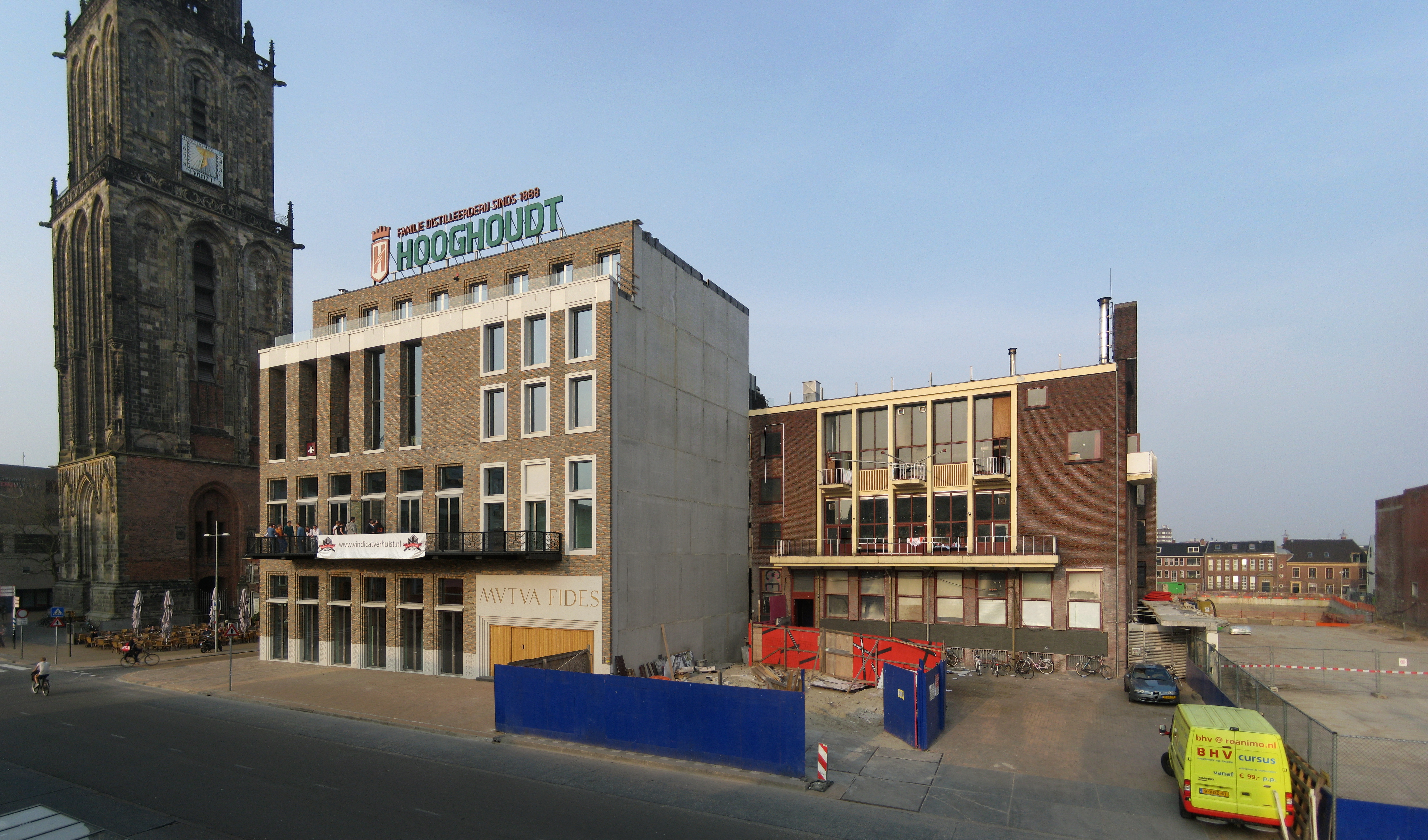
Het oude en het nieuwe pand van Mutua Fides (2014)